# Иветич, Воислав
Вои́слав Иве́тич (серб. Војислав Иветић, 31 августа 1920, с. Прилука близ Ливно (ныне в Боснии и Герцеговине) — 30 января 1943, с. Бесаричи, Жумберак (Хорватия)) — югославский партизан, участник Народно-освободительной войны, Народный герой Югославии.
Окончив в 1940 гимназию, поступил на учёбу в Военную академию. Участник национально-освободительной войны с 1941, был командиром партизанского отряда боровшегося с усташами.
С 13 сентября 1941 — политический комиссар партизанского отряда. В начале 1942 вступил в Коммунистическую партию Югославии. Тогда же, назначен политкомиссаром Второго отряда партизанского батальона «Старац Вујадин».
С мая 1942 отряд стал действовать в районе Лика. Воислав Иветич стал оперативный офицером батальона, а 4 ноября того же года — оперативный офицером 13-й пролетарской ударной бригады.
Погиб в бою с отрядом итальянских фашистов 30 января 1943 г.
Звание Народного героя Югославии присвоено Указом Президиума Народной скупщины СФРЮ от 5.07.1951.